# هارویچ
latitudeهارویچlongitudeهارویچ
هارویچ (به انگلیسی: Harwich) یک شهرک در بریتانیا است که در اسکس واقع شده‌است.

## نگارخانه

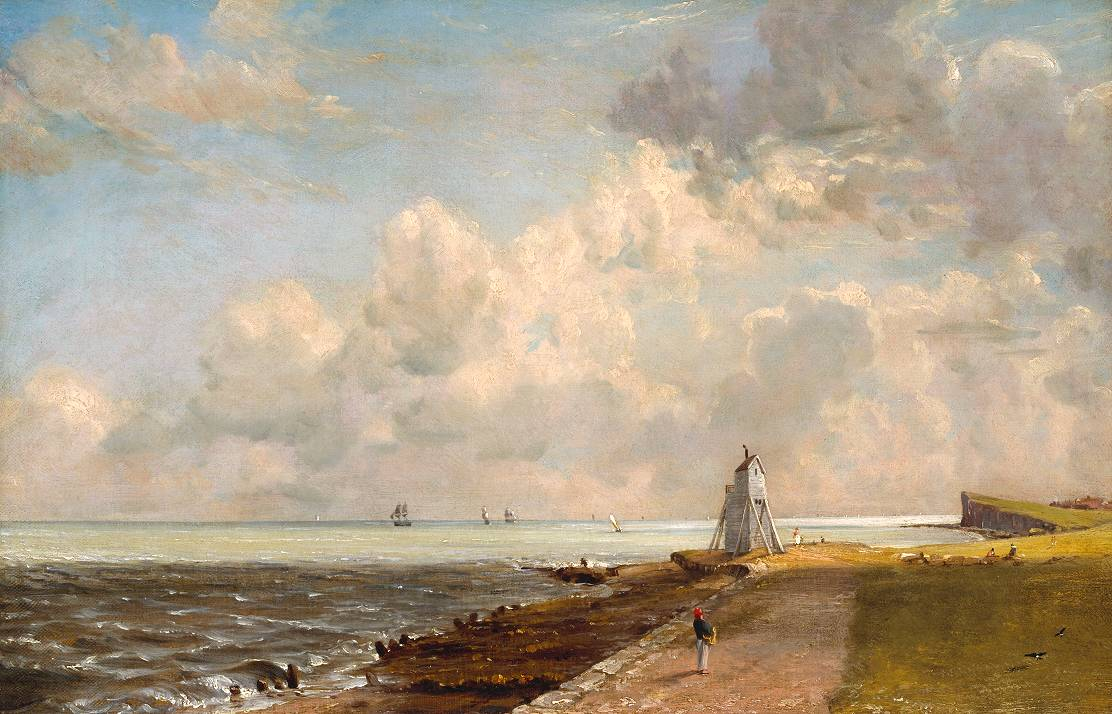
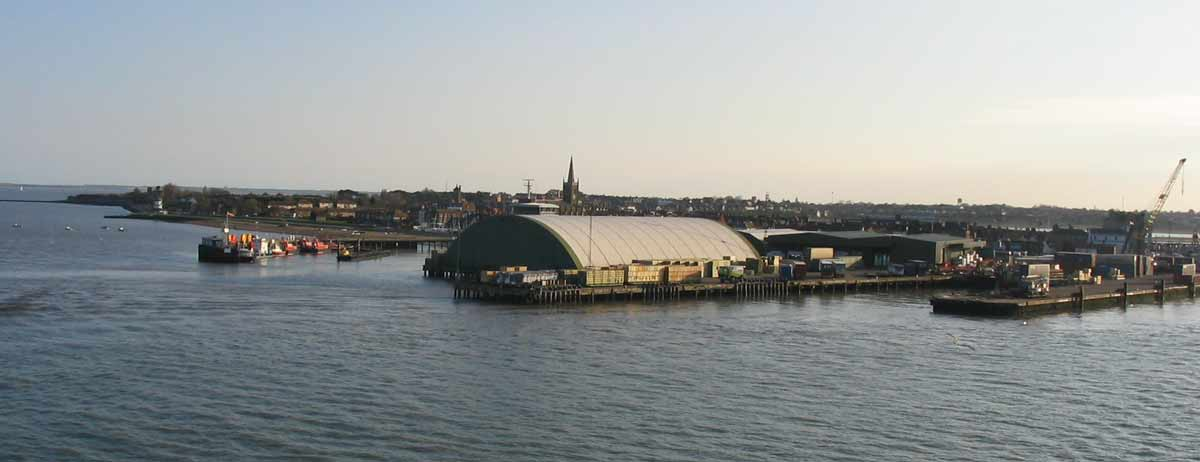
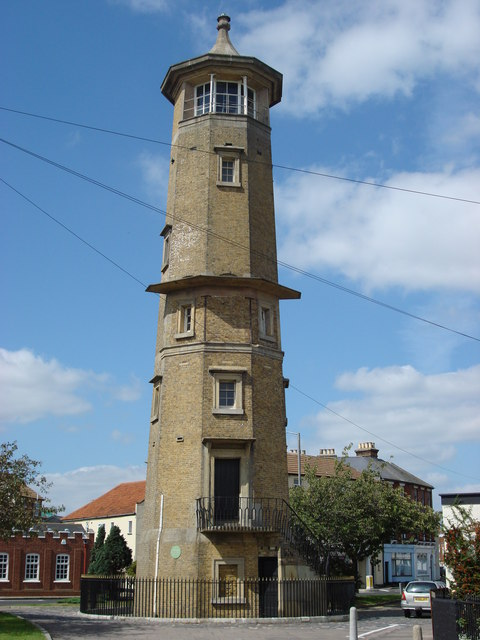
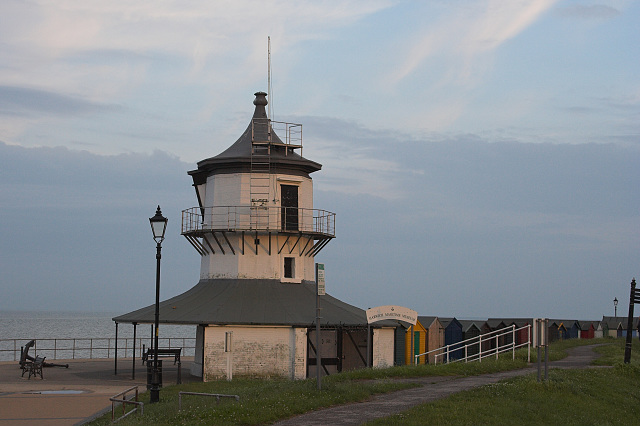
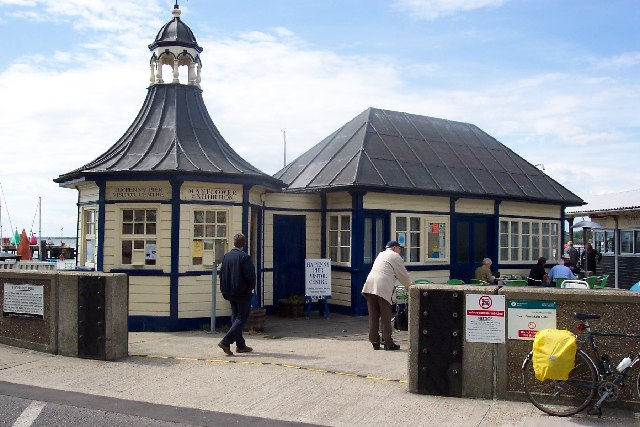
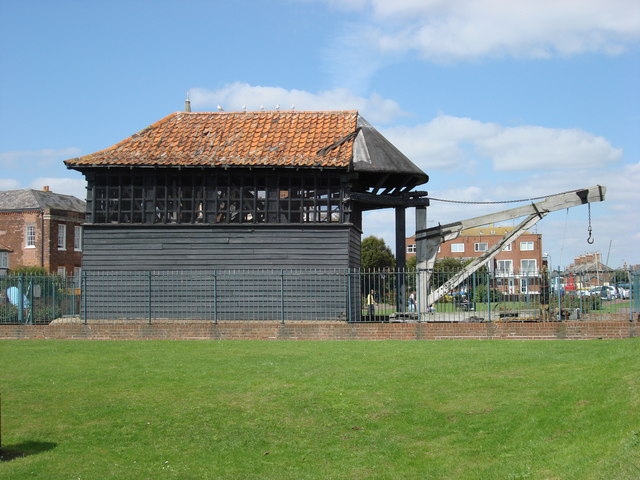

## خصوصیات
هارویچ ۱۵٬۵۰۰ نفر جمعیت دارد.